# Дружное (Житомирская область)
Дружное (укр. Дружне) — село на Украине, основано в 1938 году, находится в Малинском районе Житомирской области.
Код КОАТУУ — 1823486202. Население по переписи 2001 года составляет 30 человек. Почтовый индекс — 11600. Телефонный код — 4133. Занимает площадь 0,423 км².

## Адрес местного совета
11600, Житомирская область, Малинский р-н, с. Новые Воробьи